# Zàton (Astracan)
|  | Per a altres significats, vegeu «Zàton». |

Zàton (en rus: Затон) és un poble de l'óblast d'Astracan, a Rússia, segons el cens del 2013 tenia 844 habitants.